# Счётчик Коултера
Счётчик Коултера (Коултера прибор, счётчик Культера, кондуктометрический счётчик, импедансный счётчик) — прибор для осуществления дисперсионного анализа порошков и различных дисперсных систем с жидкой токопроводящей дисперсионной средой. Счётчик Коултера используют в промышленности, в научных исследованиях, в медицинской практике. С его помощью анализируют порошки (пигменты, абразивы, пищевые продукты и др.); контролируют процессы растворения, кристаллизации, коагуляции; определяют загрязнённость воды и др. жидкостей механическими примесями; осуществляют счёт форменных элементов крови. Разработан и впервые запатентован американцем У. Коултером (W. Coulter) в 1953 году.

## Принцип работы
Принцип Коултера основан на том факте, что частицы, движущиеся в электрическом поле, вызывают измеримые возмущения в этом поле. Величины этих возмущений пропорциональны размеру частиц в поле. В приборе измеряется импульс падения электрического тока и увеличения сопротивления (см.  
Импеданс), возникающий при прохождении частицы через микроотверстие в непроводящей перегородке (стенке ампулы). Импульс обусловлен увеличением сопротивления между электродами в момент, когда частица, увлекаемая потоком токопроводящей жидкости, проходит сквозь отверстие. Величина (амплитуда) импульса пропорциональна объёму частицы. Автоматический счёт числа импульсов и сортировка их по амплитудам позволяют получать кривые распределения частиц по размерам (см. Дисперсность). Применение набора сменных ампул, различающихся диаметром микроотверстия, даёт возможность проводить дисперсионный анализ суспензий, эмульсий, газовых пузырьков в жидкостях с размерами частиц от 0,2 до 1600 мкм.

## Основные требования для работы счетчика
Коултер определил несколько требований, необходимых для практического применения этого явления. Сначала частицы должны быть взвешены в проводящей жидкости. Во-вторых, электрическое поле должно быть физически сужено, чтобы движение частиц в поле вызывало заметные изменения тока. Наконец, частицы должны быть достаточно разбавленными, чтобы только одна за один раз проходила через физическое сужение, предотвращая артефакты (слипание частиц).

## Технология гематологического анализатора
Традиционный метод подсчета кровяных клеток в медицине - это использование электрического импеданса, известный также как принцип Коултера. Он используется практически в каждом гематологическом анализаторе. Цельная кровь проходит между двумя электродами через отверстие, настолько узкое, что только одна клетка может проходить через него одновременно. Импеданс изменяется по мере прохождения клетки. Изменение импеданса пропорционально объему клеток, что приводит к подсчету клеток и измерению их объема. Анализ импеданса позволяет проводить общий анализ крови и лейкоцитов (гранулоциты, лимфоциты и моноциты), но метод не может различить гранулярные лейкоциты аналогичного размера (эозинофилы, базофилы и нейтрофилы). Достигается скорость счета до 10 000 клеток в секунду, а типичный анализ импеданса может быть проведен менее чем за минуту.

## Области применения
Как было сказано во введении, счётчики Коултера применяются во множестве отраслей:
- фармацевтическая промышленность;
- пищевая промышленность;
- медицина;
- биология;
- нефтехимия;
- биохимия;
- биофизика.